# Stadwijk (Schiff, 1753)
Stadwijk war der Name eines Frachtseglers der VOC, der ab 1754 zwei Mal nach Ostindien reiste und 1758 auf einer Reise von Batavia nach Deshima vor Japan verloren ging.

## In der Werft
Die Stadwijk (auch: Stadtwijk) war ein Ostindienfahrer, der 1753 für die Kammer von Amsterdam der Niederländischen Ostindien-Kompanie (Niederländisch: Vereenigde Oost-Indische Compagnie; VOC) in den Amsterdamer Werften als 1150-Tonnen-Schiff mit einer Länge von etwa 45 Metern gebaut wurde.

## Jungfernfahrt nach Asien

### Aufbruch von Texel
Ihre erste Ostindienfahrt begann die Stadwijk als Fracht- und Truppentransport am 2. November 1754 von der Insel Texel aus. Texel spielte eine wichtige Rolle für die Reisen der VOC. Vor der Abfahrt wurden die Schiffe auf der Reede von Texel vor Anker gelegt, wo sie mit Proviant versorgt wurden und günstige Wetterbedingungen abwarteten. Die Stadwijk stand unter dem Kommando des unvermählten Kapitäns Willem Vrucht (auch:  Vrugt) aus Amsterdam, der auf dem Schiff seine erste Stellung als Kapitän für die Kammer von Amsterdam antrat. An Bord waren 194 Seeleute, 150 Soldaten (darunter Fredrik August von Ramdohr aus Hannover als Sergeant mit Befehl über die Soldaten an Bord) und 12 Handwerker, also insgesamt 356 Personen. Die Stadwijk segelte, zusammen mit der Amelisweert, zunächst nach England, und lag vom 6. bis zum 17. November 1754 bei Portsmouth, wo zwei Seeleute und ein Soldat von den Engländern gepresst wurden, während bei der Amelisweert ein Seemann gepresst, ein anderer getötet wurde. Während der anschließenden Seereise über den Atlantik starben sieben Seeleute an Bord.
Man ging verspätet am 8. März 1755 in Kapstadt vor Anker, wo 20 Seeleute (etwa Schiffszimmermann Huijbert Gaasbeek aus Bloemendaal, der um Aufnahme in die Bürgerschaft der Kapkolonie ersuchte), 13 Soldaten (etwa der Schiffsbäcker Christian Ludolff aus Spangenberg) und zwei Handwerker von Bord der Stadwijk gingen. Vor der Weiterfahrt am 2. April 1755 waren 4 Seeleute, 2 Soldaten, 1 Handwerker und 1 Passagier zugestiegen.

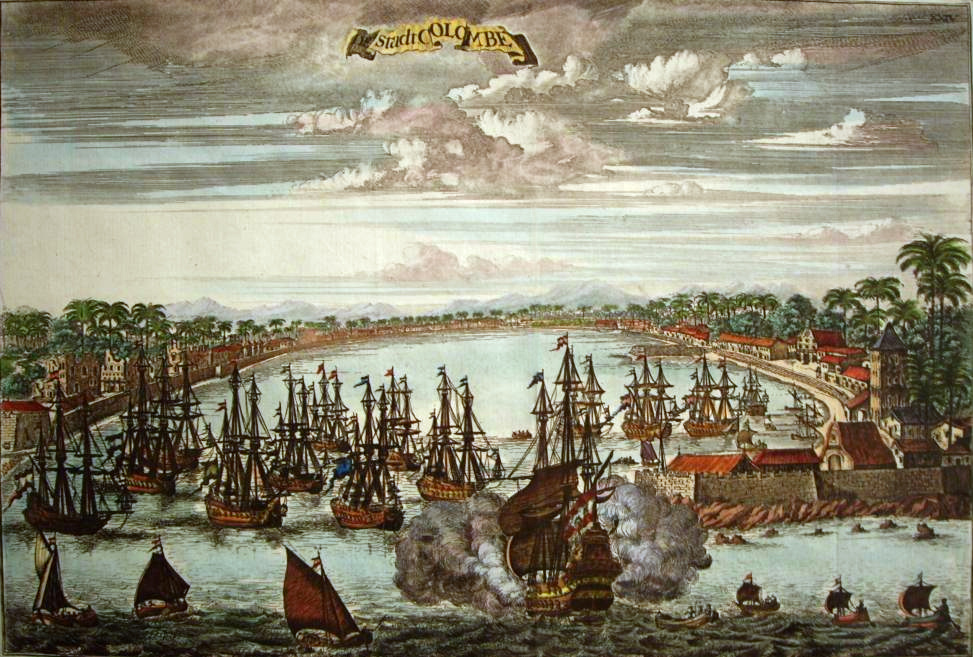
Niederländisch-Colombo 1680

### Weiterfahrt nach Ostindien
Die Stadwijk setzte von Kapstadt aus, vereinigt mit weiteren Schiffen, die Reise wohl über Niederländisch-Ceylon und die Koromandelküste fort, wobei am 17. Juni 1755 der Sergeant von Ramdohr spurlos verschwand und als vermisst gemeldet wurde. Er war an diesem Tag nicht bei der Musterung erschienen. Der Grund war unbekannt und im Schiffs-Soldbuch ist er als abwesend, nicht als verstorben verzeichnet. Man erreichte Niederländisch-Indien und warf Anker in der Straße von Bantam, wo die überlebenden 103 Soldaten die Stadwijk verließen. Am 14. Juli 1755 trafen die Stadwijk und  't Huys ten Boede aus der Heimat (Patria), zusammen mit der De Drie Papegaaien aus Persien, schließlich am Zielhafen Batavia ein. Die Stadwijk war mit 156 Seeleuten, 11 Handwerkern und dem besagten Passagier an Bord eingetroffen. Auf dieser Reise mit der Stadwijk waren insgesamt 20 Seeleute, 34 Soldaten und 1 Handwerker verstorben.

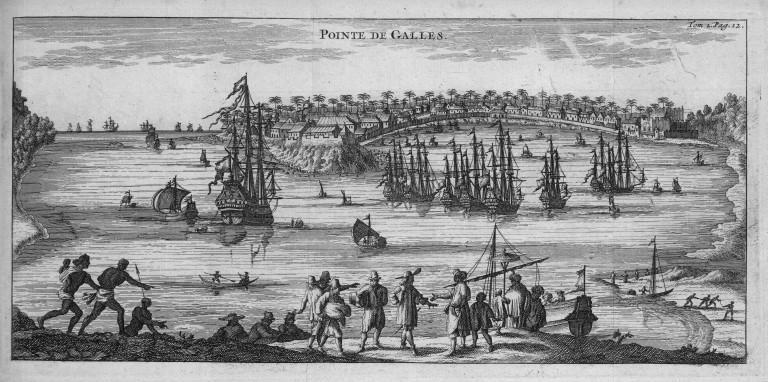
Hafen von Galle in Ceylon 1754

### Verbleib der Soldaten nach der ersten Fahrt
Bei der Ankunft in Batavia am 14. Juli 1755 sind keine Soldaten mehr an Bord gewesen. 

Laut den Zahlen zugestiegene Soldaten:
- 150 bei Abfahrt  +  2 am Kap an Bord (+ 152 Zustiege)

Laut den Zahlen abgegangene Soldaten:
- 1 gepresst in Portsmouth + 13 am Kap von Bord + 34 Tote + 103 in Bantam gelandet (- 151 Abgänge)

Die Differenz könnte sich durch den einen am 17. Juni 1755 vermissten Sergeant von Ramdohr erklären. Möglicherweise ist dieser bei einem Zwischenhalt an
Stützpunkten in Ceylon oder der Koromandelküste unangemeldet von Bord gegangen.

## Retourfahrt mit Passagieren
In der Vorbereitungsphase wurden die Offiziere, Passagiere und Sträflinge sowie entlassenen Soldaten für die Heimreise nach Europa bestimmt. Vrucht wurde zum Kommandeur der Retourflotte ernannt, und gab Erklärungen auf der Stadwijk zur Heimreise nach Europa am 18. Oktober 1755,  sowie zur Nutzung des Frachtraums seines Schiffs am 27. Oktober ab. Am 29. Oktober fuhren die Retourschiffe von der Binnenreede ab, und Kapitän Vrucht wurde am 30. Oktober als Kommandeur der Retourflotte nach üblichem Zeremoniell auf der Reede vorgestellt. Kapitän Vrucht musste nun nicht nur sein eigenes Schiff, sondern einen ganzen Konvoi kommandieren, in dem, wie damals üblich, mehrere Schiffe zugleich zusammengefasst waren, unter anderem die ‘t Huijs te Manpad, Toornvliet, Delft und die Langewijk.
Bei der Abfahrt am 30. Oktober 1755 waren 112 Seeleute, 16 Soldaten, 13 Handwerker und 27 Passagiere an Bord der Stadwijk, darunter die gequalificeerden Herren Jan Cornelis Convert, Rudolph Muntz, Hendrik van Homoet, Hermanus Hacko van der Veen und Gualter van der Beets, eine Sklavin und fünf Sträflinge, deren Transport bereits in Resolutionen des Kastells Batavia vom 24. März, 7. Juli, 19. September 1755 und 2. Februar 1755 angeordnet worden war. Nach dem Tod von sieben Seemännern der Stadwijk auf der Überfahrt, gingen am 28. Dezember 1755 in Kapstadt 20 Seemänner von Bord, und am 3. März 1756 segelte man zurück nach Texel, das am 26. Juli 1756 erreicht wurde. Kommandeur Willem Vrucht gab kurz darauf sein Kommando ab und blieb zunächst (repatriiert) in der Heimat. Einige Zeit später war er, bis zu seinem Tod im Jahr 1765, der Superintendent (gewähltes Provinzoberhaupt) von Kapstadt, ein begehrter Posten, der regelmäßig an einen ehemaligen VOC-Kommandeur vergeben wurde.

## Zweite Reise nach Asien
Unter einem neuen Kapitän, Pieter de Roode, segelte die Stadwijk mit 182 Seeleuten, 158 Soldaten, 6 Handwerkern und 6 Passagieren am 7. Dezember 1756 von Texel im Konvoi zusammen mit sechs weiteren Schiffen, der Amelisweert, Bronstede, de vrouwe Petronella Maria,  Leimuiden, Lekkerlust und Ruiskenstein. Nach kurzer Reise wurden Schiffe des Konvois am Kap Finisterre erneut von englischen Kriegsschiffen auf kriegsrelevante Ladung inspiziert und  nach einiger Verzögerung passieren gelassen.
Durch die Windverhältnisse lockerte sich die Formation des Konvois beträchtlich. Der Stadwijk war zuerst, und etwa einen Tag danach war die Amelisweert am 4. April 1757 bei "de Caepsche Rede" in Kapstadt eingelaufen. 33 Seeleute und 40 Soldaten verließen hier das Schiff. Dafür stiegen 5 Seeleute und 11 Soldaten zu  und nach 23 Tagen wurde die Reise in einem neu formierten Konvoi, zusammen mit Amelisweert und de vrouwe Petronella Maria, fortgesetzt. In Anbetracht der Jahreszeit nahmen die drei Schiffe die offizielle Route für den Südosthandel entlang des vierzigsten Breitengrads. Nach Aufzeichnungen von Iman Wilhelm Falck an Bord der Amelisweert kam ungefähr am 1. Juli die javanische Küste in Sicht. Am 4. Juli 1757 erreichte die Stadwijk Bantam, und am 7. Juli kam man in Batavia an.
Gut ein Jahr später, am 27. Juni 1758, brach die Stadwijk, zusammen mit der Leimuiden, von Batavia nach Deshima auf. Beide Schiffe gerieten in einen Sturm. Die Stadwijk wurde schwer beschädigt und erreichte Japan nicht. Die Leimuiden kam am 1. August 1758 in Deshima an, und fuhr zurück nach Batavia, wo nach ihrer Ankunft ungefähr im Januar 1759 die Stadwijk als verlorengegangen gemeldet wurde.